# 人民阵线事件
人民阵线事件（日语：人民戦線事件）指的是1937年南京陷落后，日本的左翼大学教授、学者因响应共产国际的反法西斯呼吁而试图组建人民阵线，遭日本政府镇压的事件。从1937年12月15日至1938年2月1日，约有400人被逮捕，初期逮捕人士限于日本共产党，而后扩大到非共产主义的马克思主义者和社会主义者。事件中被逮捕的人士包括荒畑寒村、山川均、美浓部亮吉等。